# Polynomium
Et polynomium er en matematisk funktion, hvis forskrift følger en bestemt "opskrift". I forskriften indgår en række parametre, dvs. tal som er "faste" eller konstante for det pågældende polynomium, og som éntydigt beskriver dette. Poly er en af græsk afledt forstavelse, der betyder mange, mens det latinske ord nomen, der betyder navn eller 'term' her bruges i betydningen led. Et polynomium er således en af mange/flere led bestående matematisk størrelse.
Polynomier kan sammenlignes med modellervoks eller byggesten, da man ved hjælp af dem kan skabe eller danne funktionslignende størrelser af næsten enhver tænkelig art. Men hvor den oprindelige funktions definitionsmængde kan være uendeligt stor, vil den frembragte "efterligning" kun være defineret inden for et afgrænset interval.

## Polynomiets forskrift
Forskriften for et polynomium er en sum af såkaldte led, typisk skrevet sorteret efter faldende potens af x:
{\displaystyle p(x)=k_{n}\cdot x^{n}+k_{n-1}\cdot x^{n-1}+k_{n-2}\cdot x^{n-2}+\ldots +k_{3}\cdot x^{3}+k_{2}\cdot x^{2}+k_{1}\cdot x+k_{0}}
Som antydet består et n'te-gradspolynomiums forskrift af summen af {\displaystyle n+1} led, hvoraf de n led består af et tal ganget med {\displaystyle x} opløftet til en heltallig potens – bemærk at {\displaystyle x^{1}=x} og der kan findes et konstantled, hvilket medfører, at de to sidste led kan skrives lidt enklere end de øvrige i rækken.
Tallene {\displaystyle k_{n}}, {\displaystyle k_{n-1}}, {\displaystyle k_{n-2}} osv., til og med {\displaystyle k_{1}} kaldes for koefficienter, mens {\displaystyle k_{0}} omtales som konstantleddet. Så længe koefficienten til højestegrads-leddet (dvs. det led hvori {\displaystyle x} er opløftet til den højeste potens, i dette tilfælde {\displaystyle k_{n}}) er forskellig fra 0, kalder man polynomiet for et n'te-grads polynomium – de andre koefficienter og konstantleddet kan være elementer fra en given kommutativ ring, men vil oftest tilhøre et legeme, fx de rationale tals legeme. Ved matematiske studier af polynomier vil man ofte anvende heltallige koefficienter fra de rationale tals legeme, gerne med 1 som højestegradskoefficient (koefficienten til {\displaystyle x^{n}}).

## Polynomiets rødder
For et givent polynomium af n'te grad vil der være n værdier for x, som giver p(x) = 0. (Se dog om dobbelt-rødder senere). Sådanne tal kaldes for polynomiets rødder. 
For polynomiumsligninger over de rationale tals legeme ligger samtlige rødder enten i de rationale tals legeme (i så fald kaldes polynomiet faktoriserbart over de rationale tals legeme) eller i et udvidelseslegeme til de rationale tals legeme. Fx har ligningen {\displaystyle x^{2}-2=0} sine rødder i legemet {\displaystyle Q[{\sqrt {2}}]}, hvilket er de rationale tals legeme udvidet med alle de tal, der kan frembringes ved aritmetiske oprationer mellem rationale tal og {\displaystyle {\sqrt {2}}}. Dette legeme er et underlegeme til de algebraiske tals legeme.
For polynomiumsligninger over de reelle tals legeme kan nogle eller evt. samtlige rødder være reelle tal – resten vil være komplekse tal. 
Det kan forekomme at to eller flere rødder har samme værdi: Sådan en rod kaldes for en dobbeltrod, eller for den sags skyld en n-dobbelt rod for {\displaystyle n>2}.
Hvis et polynomium har rødderne {\displaystyle x_{1}}, {\displaystyle x_{2}}, {\displaystyle x_{3}} ... {\displaystyle x_{n}}, kan polynomiets forskrift skrives på denne form:
{\displaystyle p(x)=k\cdot (x-x_{1})\cdot (x-x_{2})\cdot (x-x_{3})\cdot \ldots \cdot (x-x_{n})}
Dette kaldes polynomiets faktorisering. Hvis x er lig med én af rødderne, bliver én af parenteserne i ovenstående produkt lig med nul, og hele polynomiet bliver lig nul. Produktet af de øvrige parenteser vil så danne et nyt polynomium, som indeholder alle de andre mulige rødder.

Hvis man kan finde én rod x1 i et polynomium, kan man derfor "dividere" polynomiets forskrift med x – x1 og derved få et nyt polynomium som er en grad mindre end det oprindelige polynomium. Det nye polynomier vil have de samme rødder som det oprindelige polynomium, med undtagelse af den rod der blev "divideret ud". Der er dog ikke tale om en egentlig division (man kan ikke dividere med 0), men om at man fjerner en faktor fra polynomiets faktorisering.
Studiet af om rødderne for givne polynomiumsligninger over et givet legeme (typisk de rationale tal) kan skrives ved rodtegn kaldes Galois-teori.